# Malimbus
Malimbus és un gènere d'ocells de la família dels plocèids (Ploceidae). Es distribueixen pel continent africà.

## Taxonomia
El gènere Malimbus fos descrit per l'ornitòleg francès Louis Pierre Vieillot el 1805.
Segons la Classificació del Congrés Ornitològic Internacional (versió 15.1, 2025) aquest gènere està format per 10 espècies:
- Malimbus coronatus - malimbe coronat.
- Malimbus cassini - malimbe de Cassin.
- Malimbus racheliae - malimbe de Rachel.
- Malimbus ballmanni - malimbe de Gola.
- Malimbus scutatus - malimbe cul-roig.
- Malimbus ibadanensis - malimbe d'Ibadan.
- Malimbus nitens - malimbe becblau.
- Malimbus rubricollis - malimbe cap-roig.
- Malimbus erythrogaster - malimbe ventrevermell.
- Malimbus malimbicus - malimbe crestat.